# Supercupa Romaniei U19
La Supercupa Romaniei U19 è la supercoppa di calcio rumena per squadre giovanili.
Si svolge a giugno in gara secca fra le vincitrici della Liga Elitelor U19 e della Cupa Romaniei U19, subito dopo la conclusione delle stesse.